# Mira Lu Kovacs

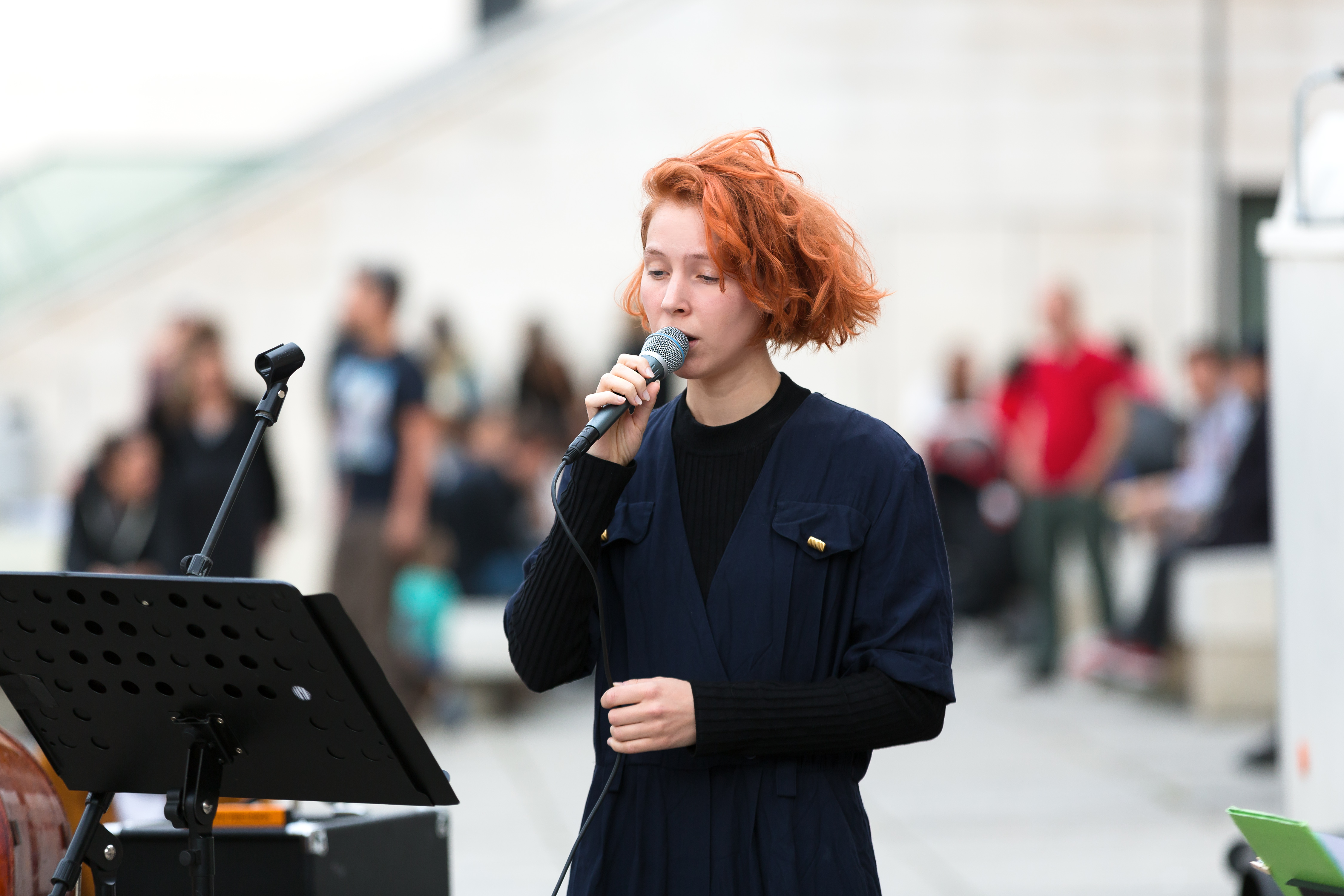
Mira Lu Kovacs (2017)

Mira Lu Kovacs (* 21. Oktober 1988 in Oberpullendorf) ist eine österreichische Sängerin, Komponistin, Performerin und Musikerin (Gitarre, Electronics). Von 2013 bis 2019 trat sie unter dem musikalischen Alter Ego Schmieds Puls auf, das zugleich der Name eines Band-Projektes war. Kovacs ist neben ihrem Soloprojekt auch in verschiedenen weiteren Projekten wie 5K HD und My Ugly Clementine aktiv.

## Schmieds Puls (2013–2019)

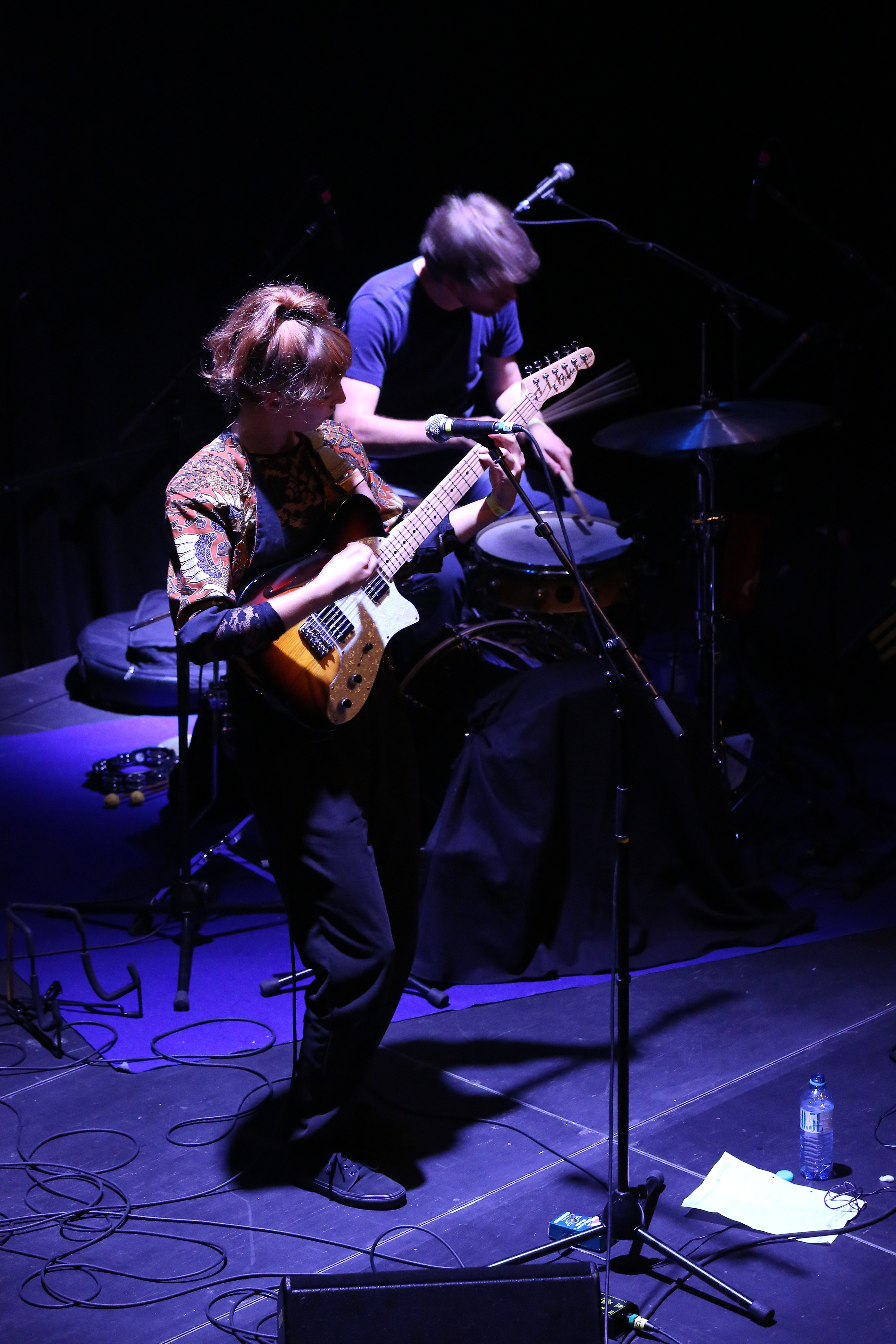
Schmieds Puls (Waves Vienna 2014)

Die gebürtige Burgenländerin besuchte unter anderem das Musikgymnasium Wien und studierte Jazzgesang an der Anton Bruckner Universität, brach das Studium aber ab; einerseits, nach eigenen Angaben, weil diese Form des Singens nicht ihren Vorstellungen entsprach, anderseits um sich ganz dem Songwriting zu widmen. Wichtig für ihre musikalische Entwicklung war das Umfeld der JazzWerkstatt Wien, eines Musikerkollektivs, das seit 2004 Projekte und Veranstaltungen organisiert. Über ein Projekt des Musikers David Six lernte sie die langjährigen Jazz-Musiker Walter Singer und Christian Grobauer kennen, und es entwickelte sich die Idee zu Schmieds Puls, um ihre Lieder in einer Band-Formation zu präsentieren. Für ihre beiden Band-Kollegen war es ein willkommener Schritt in eine neue musikalische Richtung.  Das stilistische Spektrum bewegte sich zwischen Jazz, Folk und Alternative Pop. Das Debütalbum des Trios, Play Dead, erschien im September 2013 und enthielt neu arrangierte und zusammen mit Singer und Grobauer weiterentwickelte Versionen von Stücken, die Kovacs bereits zuvor solo gespielt hatte.
Im Oktober 2015 stellten Schmieds Puls mit I Care a Little Less About Everything Now ihr zweites Album vor. Inhaltlich wie musikalisch eine Weiterführung des reduzierten Klangs ihres ersten Albums, kamen darauf auch Mittel aus der elektronischen Musik zum Einsatz, die Kovacs neben ihrem auf Gesang und Gitarre konzentrierten Songwriting schon länger interessierten.
Die Band trat außer in Österreich unter anderem in Deutschland, Frankreich, den Niederlanden, Tschechien und der Schweiz auf. Im Jahr 2016 gewann Schmieds Puls den FM4-Award, einen Publikumspreis, der im Rahmen des Amadeus Austrian Music Awards verliehen wird.
Mit Manic Acid Love erschien im September 2018 das dritte Schmieds Puls-Album, das Platz 13 der österreichischen Album-Charts erreichte. Es war das letzte unter diesem Namen. 

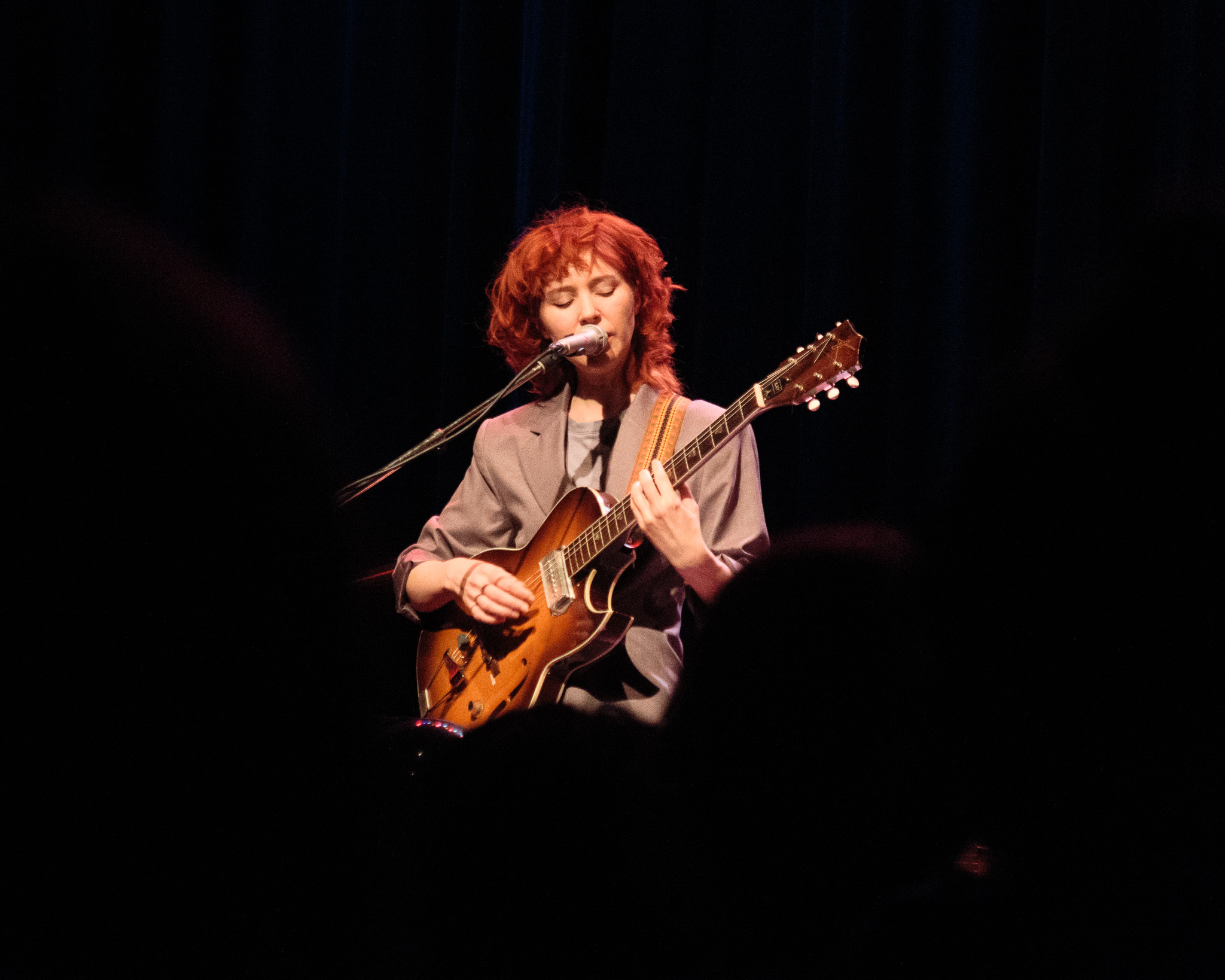
Mira Lu Kovacs (ARGEkultur Salzburg 2025)

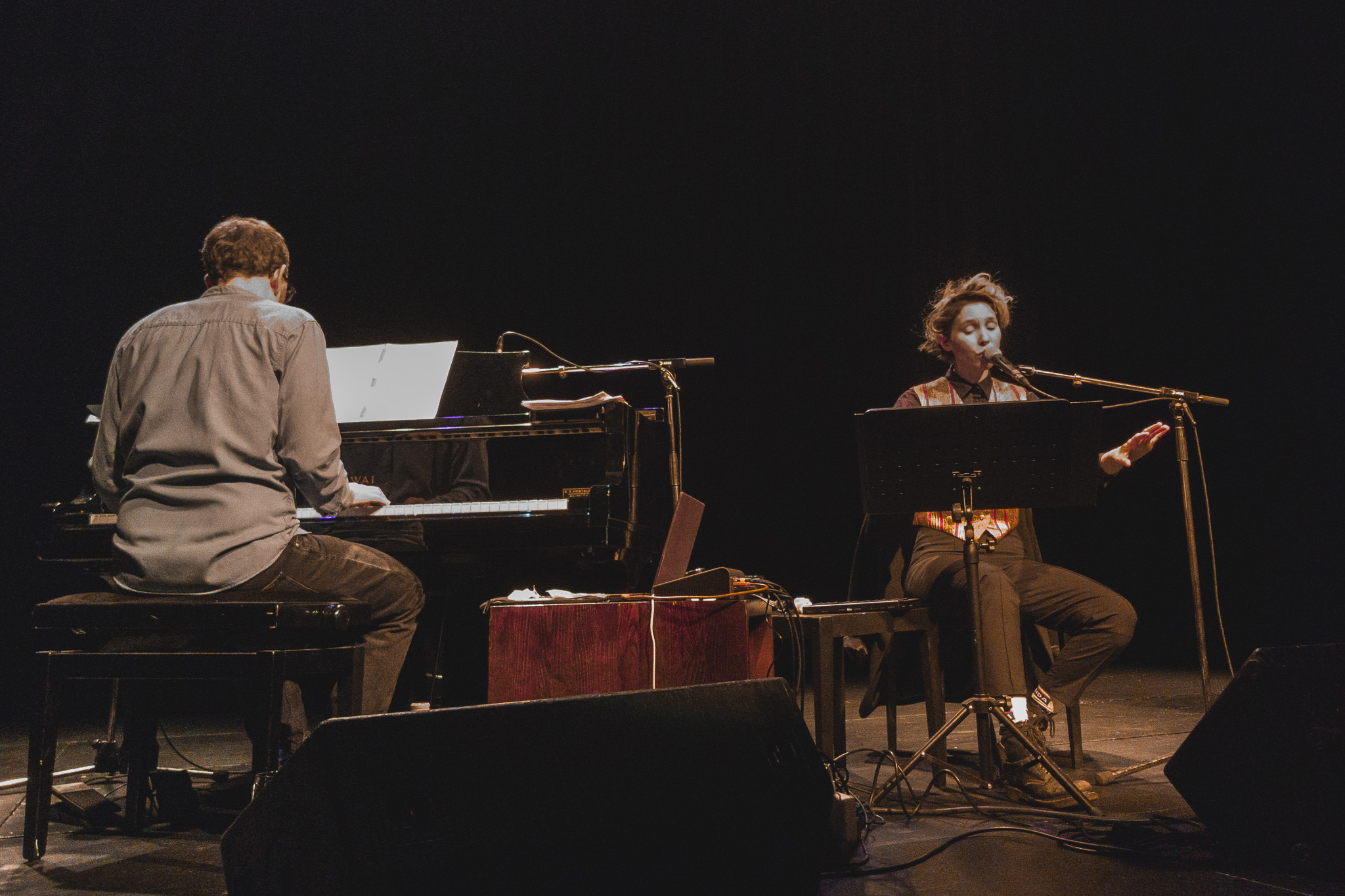
Mira Lu Kovacs und Clemens Wenger (ARGEkultur Salzburg 2022)

Im selben Jahr folgte ihr Album The Urge of Night mit dem Clemens Wenger Ensemble, 2021 erschien What Else Can Break und 2022 die Duo-Aufnahmen mit Wenger auf Sad Songs To Cry To. 2024 erschien das Album Please, Save Yourself.

## Weitere Projekte

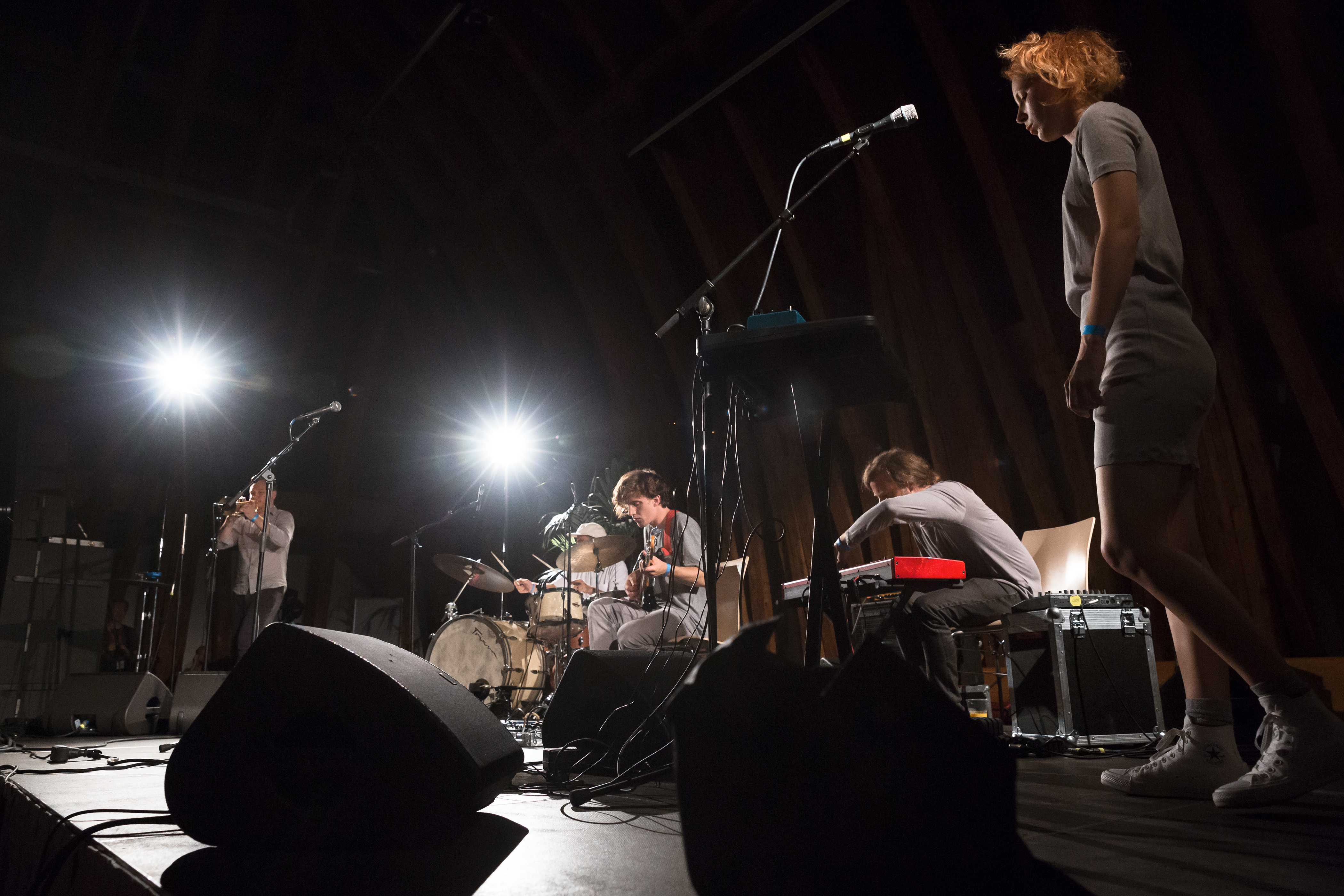
5K HD am Popfest 2017

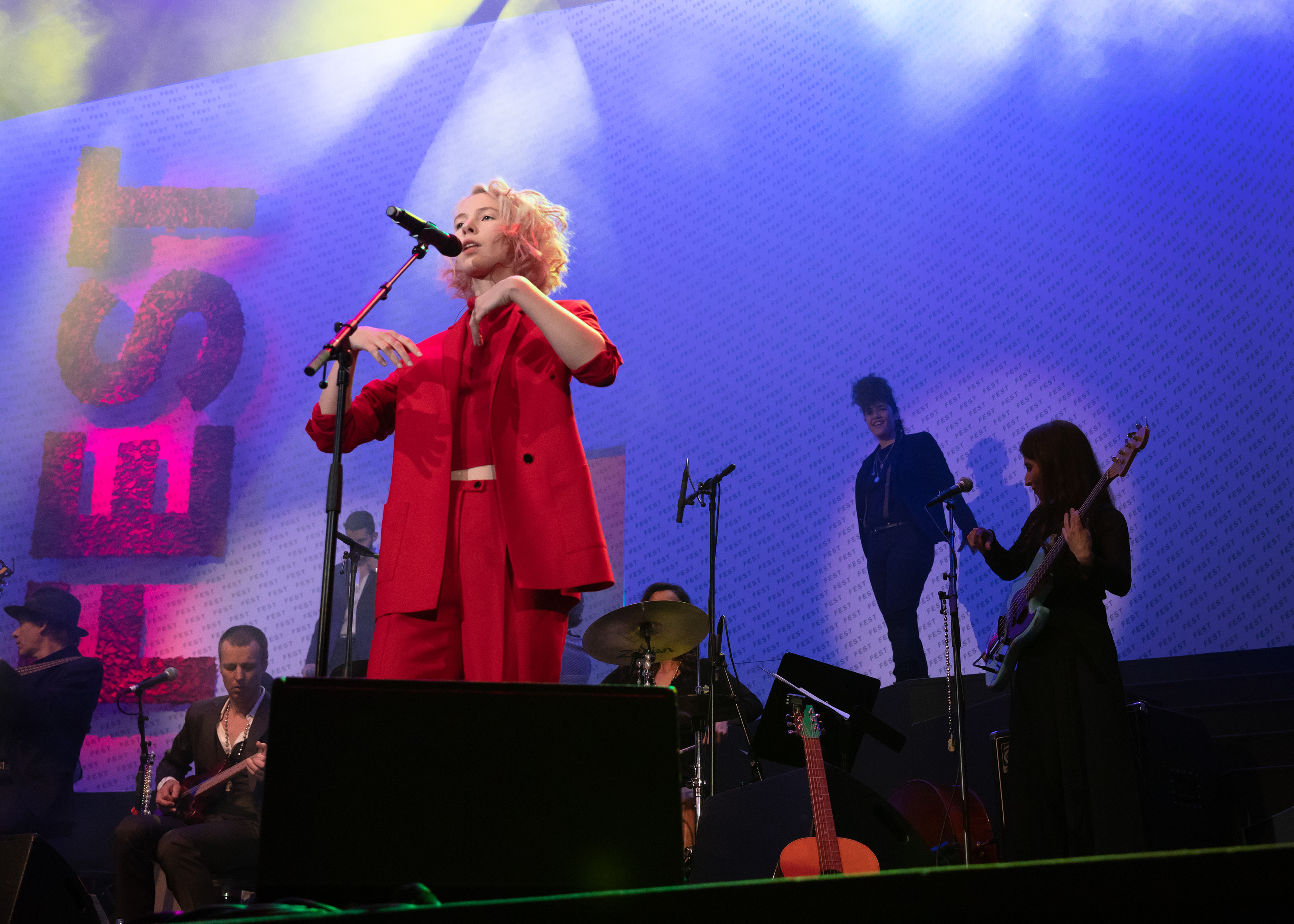
Schmieds Puls mit EsRap, Eröffnung der Wiener Festwochen 2018

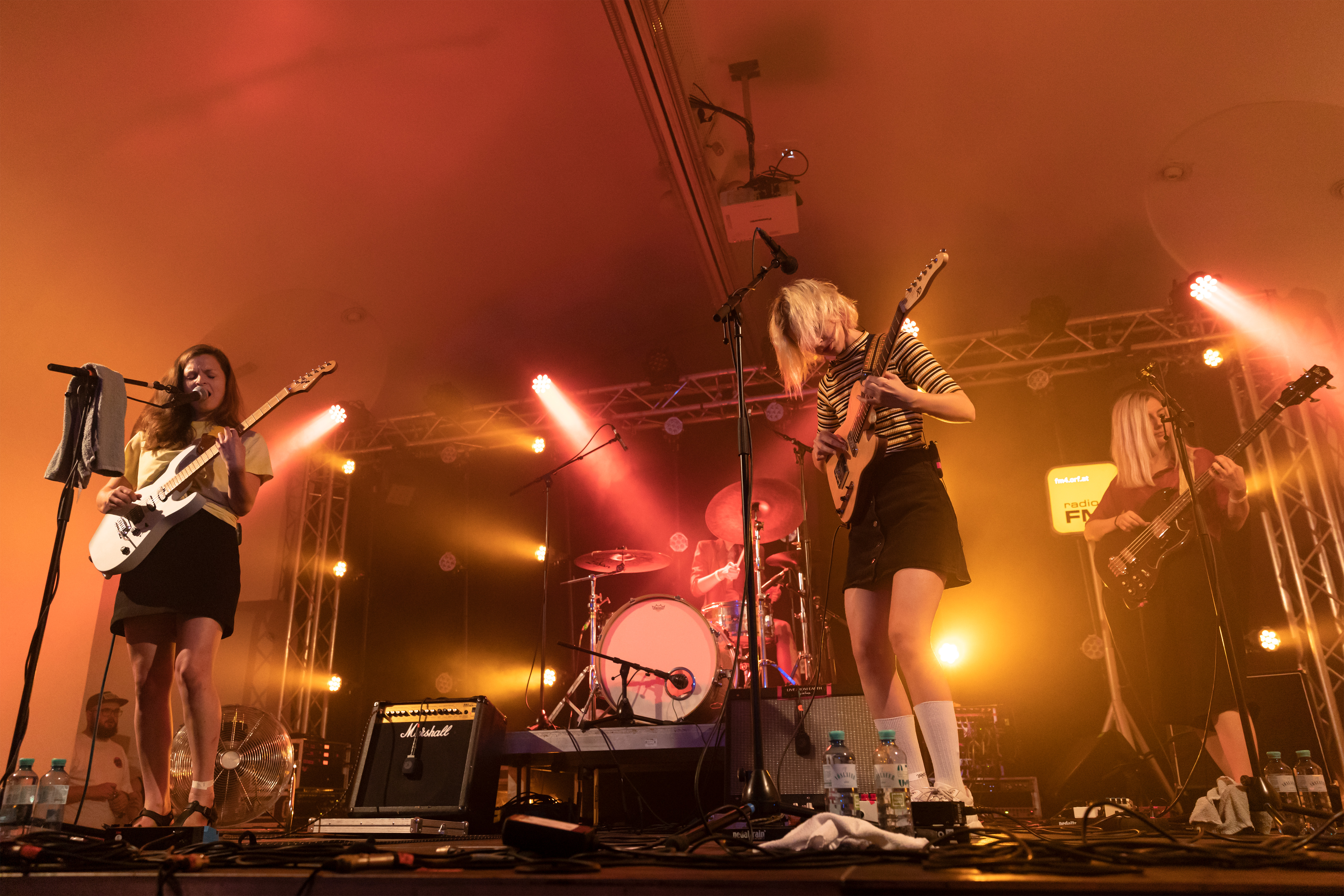
My Ugly Clementine (2019)

Aus der Zusammenarbeit Kovacs’ mit dem ebenfalls im Umfeld der JazzWerkstatt entstandenen Quartett Kompost 3 entwickelte sich 2016 die Band 5K HD, die 2018 für den FM4-Award sowie in den Kategorien Jazz/World/Blues und Tonstudiopreis Best Sound des Amadeus Austrian Music Awards nominiert war. Nach And To In A (2017) veröffentlichten 5K HD 2019 ihr zweites Album, High Performer, für das die Band den Music Moves Europe Talent Award und einen Amadeus Austrian Music Award für Best Sound erhielt, sowie für den IMPALA European Album Of The Year Award nominiert wurde.
Mira Lu Kovacs tritt darüber hinaus sowohl solo als auch mit anderen Musikern und weiteren Projekten auf, unter anderem mit Johannes Wakolbingers iris electrum, der Band Black Market Tune, wiederholt im Duett mit dem Cellisten Lukas Lauermann oder mit einer neuen Interpretation von Die Arbeiter von Wien mit dem Duo EsRap bei der Eröffnung der Wiener Festwochen 2018 und später bei Donnerstagsdemonstrationen.
Zusammen mit Manu Mayr gestaltete Kovacs 2019 eine neue Soundidentität für das Belvedere und Belvedere 21 Museum in Wien. Im selben Jahr performte sie im Rahmen der interdisziplinären Inszenierung Ganymed in Love im Kunsthistorischen Museum und kuratierte gemeinsam mit Yasmo das 10. Popfest Wien.
Aus einer Zusammenarbeit mit Clemens Wenger entstand das Live-Album The Urge Of Night (2019). Wenger arrangierte dafür Höhepunkte aus Kovacs’ Repertoire in kammermusikalischem Rahmen und führte diese mit Kovacs und einem zehnköpfigen Ensemble als Programm beim Festival Glatt & Verkehrt auf.
Anfang 2019 war sie mit Sophie Lindinger (Leyya) eine der Gründerinnen der Rockband My Ugly Clementine. Es folgten Konzerte im In- und Ausland, 2020 das erste Album Vitamin C und die Auszeichnung mit dem Amadeus Award 2020 in der Kategorie Alternative. Alternierend mit den anderen Bandmitgliedern moderiert sie seit 2020 den Podcast Peptalk.
Anfang 2024 trat sie gemeinsam mit dem Ralph Mothwurf Orchestra im Wiener Jazzclub Porgy&Bess auf. Im November erschien ihr zweites Soloalbum Please, Save Yourself, das in Zusammenarbeit mit Schlagzeuger Günther Paulitsch und Bassist Manu Mayer entstand, der auch als Co-Produzent fungierte.

## Diskografie

### Schmieds Puls
Alben
- 2013: Play Dead (JazzWerkstatt Records)
- 2015: I Care a Little Less About Everything Now (Seayou Records / Rough Trade Records)
- 2018: Manic Acid Love (Play Dead Records / Rough Trade Records)

Singles
- 2016: Streets [Cid Rim Remix]
- 2016: Easy

### Mira Lu Kovacs
Alben
- 2019: The Urge of Night (Play Dead Records / Rough Trade Records) -- mit Clemens Wenger Ensemble
- 2021: What Else Can Break (Play Dead Records / Ink Music / Rough Trade Records)
- 2022: Mira Lu Kovacs & Clemens Wenger Sad Songs To Cry To (Play Dead Records / Ink Music)
- 2024: Please, Save Yourself (Play Dead Records)

Singles
- 2020: Only Time (Play Dead Records / Rough Trade Records)
- 2020: 84 (Play Dead Records / Rough Trade Records)
- 2020: Pull Away (Play Dead Records / Rough Trade Records)
- 2021: Stuck (Play Dead Records / Rough Trade Records)
- 2021: Stay a Little Longer (Play Dead Records / Rough Trade Records)
- 2022: Kalt und Kälter (Play Dead Records) -- mit Clemens Wenger
- 2022: 100K (Ink Music) -- mit Yasmo & Die Klangkantine
- 2022: That's What Happiness Is (Play Dead Records) -- mit Clemens Wenger
- 2024: Disappear (Play Dead Records)
- 2024: Shut The Fuck Up And Let Go (Play Dead Records)
- 2024: Save Yourself (Play Dead Records)

Als Gastmusikerin
- 2022: No Way Out -- Camo & Krooked feat. Mira Lu Kovacs (MODUS)

## Filmografie
- 2022: Schrille Nacht (Fernsehfilm)
- 2025: Landkrimi – Acht (Fernsehreihe)

### Schmieds Puls
- Offizielle Website
- Schmieds Puls im SR-Archiv österreichischer Popularmusik
- Schmieds Puls beim Music Information Center Austria
- Schmieds Puls auf austriancharts.at
- Schmieds Puls bei Discogs
- Schmieds Puls bei AllMusic (englisch)

### Mira Lu Kovacs
- Offizielle Website
- Oö. Landesmusikschulwerk: Mira Lu Kovacs.
- Mira Lu Kovacs im SR-Archiv österreichischer Popularmusik
- Mira Lu Kovacs beim Music Information Center Austria
- Mira Lu Kovacs bei Discogs
- Kovacs Mira Lu | db.musicaustria.at. Abgerufen am 29. Dezember 2020.